# 六四事件中的广西
1989年春夏之交，中华人民共和国爆发全国性抗议运动，史称六四事件或八九民运，中国官方称1989年春夏之交的政治风波。期间广西壮族自治区各地也有抗议、游行、罢课、集会及其他政治表达行为。这些活动多由学生、工人主导，也包含市民等群体发起，乃至有體制內人士參與，与全国范围内的抗议相呼应。
广西最大的示威发生在最大的两个城市桂林和首府南宁。北京六四镇压事后，广西当局指运动期间广西“一些地方出现了小的动乱”，“个别高等院校发生少数学生冲击广播站,干扰教学秩序的事件。社会上有的人写信、拍电报、捐款声援和援助北京动乱分子”，从5月5日至6月8日，共有桂林、南宁、柳州、梧州、玉林、河池、宜山、百色、北海、钦州等11个市、县的高等学校出现“非法学生组织”14个,有近9万人次上街游行示威,并在沿途张贴、散发传单,有的还到当地党委、政府门前静坐，“当地公安干警和武警及时出动,维持秩序,疏导交通,未发生意外事件”。

## 4月
胡耀邦死后，4月18日，南宁廣西大學以學生會名義給中南財政大學學生會發出《告全國大學生書》的串聯信，鼓動各地學生在「五四」遊行，高举胡耀邦的画像和“民主、自由、尊严、法制”的旗帜上街。亦有人以“阳光”的名义写信给桂林广西师范大学学生准备串联活动。共青团广西区委得知之后立即向广西自治区党委和有关部门汇报，共青团广西区委亦随着广西开始出现学潮开始派干部到大专院校进行工作。
4月21日，桂北的融水苗族自治縣縣城出現了兩條標語：「民主未得身先死，神州無處不悲歌」、「肥了貪官，閒了庸官，醉了昏官，少了清官！」。广西农学院亦指胡死后情况开始校内“出现异常”，有年青教师公开在课堂上“散布资产阶级自由化言论”，学生中也开始非议中国领导人。柳州公安局亦指其截获了从昆明寄给广西商业学校学生的书信，交换柳州与昆明之间学生游行的信息。

## 5月
5月上旬，南宁广西农学院的图书馆和教室出现了矛头指向中国领导人的标语，亦有人在学生饭堂和男生宿舍区贴出一批“支持北京学生绝食爱国行动”的标语。
根據廣西教育部門說法，5月17日到20日，廣西有四十餘所學校學生上街遊行，但學校仍然堅持上課。5月17日下午，桂林廣西師大、桂林冶金地質學院、桂林電子工業學院等三所院校的近三千名學生呼喊「聲援北京學生絕食運動」、「打倒官倒」等口號上街遊行，並推派代表與市領導幹部對話。当日晚，广西农学院农工系几个学生发起，并联络外系几个学生，决定以“声援团”名义组织学生次日上街游行，与南宁其他院校学生相呼应。会后，他们分头准备，并贴出一批标语和号召书。
5月18日凌晨到上午，桂林、南宁、柳州等地高校逾萬名學生遊行，声援北京静坐、绝食的学生。其中南寧近五千名高校師生，加上社會各界人士（包括廣西大學等八所高校和大中專學生二萬餘人及部分新聞單位、機关幹部、工人）總共近二萬人遊行。上午9时许，广西农学院1000多人出学院西门，汇合广西大学游行队伍走上南宁街头，并到广西自治区党委和自治区政府门前示威、递送《请愿书》。当天上午广西农学院只有250名学生坚持上课。示威学生在游行中开展社会募捐，寄往北京，支持绝食学生，同时分别给国务院办公厅和北高联发出声援绝食的电报。同时市民鳴放鞭炮，也自發地免費為給大學生送麵包、汽水。南宁示威者举的横幅还包括“广西大学声援平等对话”、“除庸官救广西”等。晚上，广西艺术学院召开了“广西院校学生自治联合会”成立的筹备会，广西农学院有3个学生代表，并成为该组织的委员。会后，广西农学院学生领袖回院做次日再度游行的组织发动工作。同时院系学生会商议，为不致被新成立的学生自治组织所取代，决定单独组织学生上街游行。对当天的南宁大学生游行，广西电视台在报道上特意突出报道中共广西壮族自治区委员会秘书长钟家佐到游行队伍中劝解学生的画面和声音。
在桂林，5月18日上午，七百名教師、上萬名大中專學生和部分科研、新聞界、企事業單位人員及機關幹部持續上街示威遊行，逾十萬民眾沿途圍觀，許多民眾跟著學生呼喊「官倒打官倒，永遠打不倒」等口號。約一百五十名初中生參加遊行，呼喊「中考重要，國家前途更重要」等口號。不少外國遊客拍照。
5月19日，欽州市区几所大中专院校学生也有近千人上街游行声援北京学生静坐绝食。5月19日，南宁声援北京的游行人数继续在万人以上。上午9时许，广西农学院新成立的学生自治组织和原学生会的两支学生队伍共约千余人以及研究生和青年教师，由学院大门上街游行。其中部分学生还到了七一广场参加“广西高自联”成立大会。又有50余名学生到广西自治区人民政府门前静坐请愿。校方派人赴现场劝解交涉后，这批学生于傍晚陆续回校。当天，广西农学院校方发出了反对罢课游行的《第一号公告》。
5月18日、19日，玉林师专等学校学生约300人和1300人上街游行，亦有4名外地学生到玉林地区搞串联。玉林當局均指遊行為非法，不给予法律保护，並指“玉林地区没有一个干部、职工参与非法游行,8个县市除玉林城区部分学生两天上街游行外,其他县市都没有出现罢工、罢课、示威游行等动乱现象”。
5月18-19日，百色右江民族師專、右江民族醫學院、廣西電大百色分校二千名師生上街遊行，並至百色市委前發表演說。此外，5月18日至6月初，梧州、北海亦先后发生大、中专院校学生等上街游行事件。
在运动期间，除上街游行以外，也有广西学生尝试出版自编报刊，或为北京静坐学生组织捐款。广西共青团区委安插干部参加“广西高等学校学生自治联合会”的会议，在内部分化学生。对于梧州、柳州、玉林等地出现的示威游行，当地共青团团委也由主要负责人带队到学校去专门进行工作和阻挠。
北京宣布戒严后，5月20日凌晨，有学生收听外台广播后，在宿舍区情绪激动，有人摔碎酒瓶。凌晨南宁廣西大學、桂林廣西師大均有逾千名學生遊行。廣西自治區政府致電中共中央，擁護李鵬、楊尙昆在北京市黨政軍大會上的講話。
5月21日，因對李鵬講話不滿，桂林冶金地質學院一千二百多名學生遊行，在市區十字街靜坐，还有人打“反对独裁”，“反对警察”，“李鹏下台，小平滚蛋”等标语。同日，还有數千名高校生在伏波山等名勝區示威遊行，也有美国游客记述，其在桂林市郊的乡村旅游时，见到当地亦有支持学运的游行示威，示威者举着“反对专制，争取民主航校”和“Give me Liberty or Give Me Death”的标语。
5月21日清晨，继续有人在广西农学院学生饭堂门前贴出大小字报，散布外台和“北京来电”的信息或谣言。该校牧医、园艺、农工等系共约500名学生，分批前往南宁白龙公园烈士纪念碑前，为“北京自焚学生”送花圈。
5月24日，梧州地区教育学院（位于贺州）400多名学生集队走出校门，在八步街上游行，沿途高呼口号，历时3小时。5月25日，梧州地区农业学校（位于贺州）100多名学生和地区教育学院继续有学生上街游行。贺州公安亦指运动期间该地出现了“反革命案件”。同日，桂林廣西師大、桂林工學院等校繼續有逾二千名學生遊行。南宁广西农学院则从5月22日至6月4日正常上课，但校内仍有人继续贴大小字报。

## 6月
到6月初，廣西教育部指高校教學秩序基本恢復。北京六四清场后，各地示威重新爆发。6月4日早上中央广播电台广播北京平息“反革命暴乱”的消息以后，广西电视台特意调整节目将消息反复重播。
6月4日，桂林高校自治会组织各高校上街游行。下午一时，广西师范大学、桂林冶金地质学院八百多人打着“北京流血，我们心痛”“天理何在，血不可白流”“还我同胞，还我战友”等横幅上街游行。晚八时许，广西师大、桂林电子工学院学生自治会分别召开“自由论谈会”和“当前局势辩论会”。当晚，中央电视台报道了北京“平息反革命暴乱”的消息，亦有学生收听外台信息，情绪激动。广西农学院有200多人于6月5日凌晨1时在院内游行示威，呼喊口号，并欲出学校西门。该校领导则在校门截住队伍，游行学生之后陆续散去。
6月5日，南宁广西大学学生会发出罢课声明。两天后,学生会宣布收回声明,要求无条件复课。上午，广西农学院继续有学生在宿舍区情绪激动，有的学生把守宿舍区大门，阻拦其他人到教室上课。当日南宁、桂林均有二千多名学生上街游行。
6月6日，南寧有逾千名學生遊行，呼喊「獨裁政府下台」、「北京在大屠殺」等口號。早上，广西农学院有200多名学生集结在宿舍，打出“反对血腥镇压”的横额准备上街游行示威。该校领导再次前往劝说，此后广西大学学生游行队伍1000余人强行冲破该校西门进入院内。该校约100名学生随广西大学学生上街游行。下午，广西农学院农工系有学生到广西大学听从北京来南宁串联的学生演讲，并回校联络同学到广西大学了解学运情况，邀请从北大历史系、中国政法大学法律系来的学生到学校做宣传鼓动工作。当晚即有人成立“广西农学院学运筹备会”，并开始连夜组织带领300多名学生在校园游行。同日，由於抗議者臥軌，南寧有五次列車停發。桂林则仍有逾千名學生上街遊行。
6月7日至9日，广西农学院学运筹备会继续在其校内积极活动，公开播放外台的言论和信息，罢课罢考，冲击考场、组织“空校”、“冲砸”学院广播站等。广西农学院林学分院（另一个校区）校内亦有学生张贴大字报和参加市内学生游行。该校学生部分在期间离校回家，至9日上午学生到课率降到27%。该校校方先后发出5次公告和院长给全体学生的《公开信》，组织学生观看官方电视节目，并打电话要求学生家长到学校“协助做思想工作”，同时派人组织“机动小分队”进行“校内安全防范”。广西农学院学运筹备会于6月8日晚上宣告解散。6月10日后，该校学生上课率逐日回升，到15日达89%以上。

## 后续
事后当局公布指學運期間，广西“個別人進行串聯煽動,使少數高校正常敎學秩序受到干擾”。全广西的社會和經濟秩序也不同程度受到影響,鐵路一度受阻，“一些地方工業生產計劃完成不好, 效益不夠理想”。
6月15日，南寧市公安機關指其在靖西縣抓獲組織「青年軍」的反共分子余春霆。6月17日，廣西電台報道，南寧公安機關以「在廣西大學內設立非法廣播站,煽動不明真相的學生上街遊行,呼喊反動口號,並印發了上千份反革命傳單,散布謠言,蠱惑人心,擴大事態」罪名,收審廣西大學學運籌委會领袖賴唯彪、林德斌。
事件之后，广西农学院成立清查清理机构，对学生组织领袖进行审查，或给予纪律处分，同时亦组织学生进行社会主义政治学习，并了解“东欧剧变的实质”。梧州海关把旅检工作重点放在查缉“进出境的反动宣传品和音像制品”上，并查扣了一批“刊登有攻击中国共产党和社会主义制度等反动内容的报刊”。广西自治区人民政府亦制定了不得利用卫星电视地面接收站收转和录制外国电视节目的报告。

## 另見
- 六四事件
- 1989年中華人民共和國抗議地區列表